# Kathleen Turner
Mary Kathleen Turner, född 19 juni 1954 i Springfield i Missouri, är en amerikansk skådespelare.

## Biografi
Kathleen Turner tv-debuterade i The Doctors 1978. Hennes första film, thrillern Het puls, blev en succé och hon nominerades för en Golden Globe i kategorin bästa nya stjärna. Därefter medverkade hon i Robert Zemeckis äventyrskomedi Den vilda jakten på stenen 1984 – för vilken hon vann en Golden Globe – och dess uppföljare, Den vilda jakten på juvelen 1985. 1985 spelade hon också mot Jack Nicholson i John Hustons maffiadrama Prizzis heder och 1986 i Francis Ford Coppolas Peggy Sue gifte sig för vilken hon nominerades för en Oscar. 1988 kom hennes beslöjade röst till användning som Jessica Rabbit i filmen Vem satte dit Roger Rabbit. 1989 spelade hon i Den vilda jakten på lyckan mot Michael Douglas, som hon också hade samarbetat med i Den vilda jakten på stenen och Den vilda jakten på juvelen, men filmen hade i övrigt bara titelns likhet gemensam med de tidigare filmerna.
På 1990-talet diagnostiserades hon med ledgångsreumatism och hennes karriär saktade ned. Hon spelade huvudrollen i bland annat John Waters Serial Mom (1994) och en biroll i Sofia Coppolas Virgin Suicides (1999). Hon har även medverkat i en rad TV-produktioner, bland annat i en återkommande roll som Chandler Bings transsexuelle far i Vänner, och på teater har hon spelat i bland annat Mandomsprovet och Vem är rädd för Virginia Woolf?.
Den österrikiske musikern Falco gjorde sången The Kiss of Kathleen Turner till hennes ära 1986.

## Filmografi
- 1981 – Het puls
- 1983 – Dr. Hfuhruhurrs dilemma
- 1984 – Den vilda jakten på stenen
- 1984 – China Blue - nattens hemlighet
- 1985 – Prizzis heder
- 1985 – Den vilda jakten på juvelen
- 1986 – Peggy Sue gifte sig
- 1988 – Heta nyheter
- 1988 – Vem satte dit Roger Rabbit (röst)
- 1988 – Den tillfällige turisten
- 1989 – Den vilda jakten på lyckan
- 1991 – V.I. Warshawski - kvinna med rätt att döda
- 1993 – Naked in New York
- 1993 – House of Cards
- 1993 – Undercover Blues - en iskall trio
- 1994 – Serial Mom
- 1995 – Moonlight and Valentino
- 1997 – Tabbar och trollkonster
- 1997 – The Real Blonde
- 1998 – Skandalen
- 1998 – Små genier
- 1999 – Virgin Suicides
- 2000 – Beautiful
- 2001 – Vänner (TV-serie) (tre avsnitt)
- 2006 – Monster House (röst)
- 2008 – Marley & jag
- 2009 – Californication (TV-serie) (tio avsnitt)
- 2011 – The Perfect Family
- 2013 – Nurse 3-D
- 2014 – Dum & dummare 2
- 2023 – White House Plumbers (TV-serie)